# Сајпрес Квортерс (Флорида)
Сајпрес Квортерс (енгл. Cypress Quarters) насељено је место без административног статуса у америчкој савезној држави Флорида.

## Демографија
По попису из 2010. године број становника је 1.215, што је 65 (5,7%) становника више него 2000. године.
| Група             | 2000.       | 2010.       |
| Белци             | 313 (27,2%) | 331 (27,2%) |
| Афроамериканци    | 757 (65,8%) | 705 (58,0%) |
| Азијати           | 5 (0,4%)    | 20 (1,6%)   |
| Хиспаноамериканци | 63 (5,5%)   | 147 (12,1%) |
| Укупно            | 1.150       | 1.215       |